# Casco histórico de Cobquecura
El Casco histórico de Cobquecura es un área ubicada en la localidad chilena de Cobquecura, capital de la comuna homónima, cual desde 2005, es considerada Monumento nacional de Chile, en su categoría de Zona Típica. Está compuesta por veintidós residencias privadas y cuatro servicios públicos, cuales son, la Casa consistorial de Cobquecura, Plaza de armas de Cobquecura, Cerro El Calvario y el Panteón Viejo.

## Historia
Cobquecura, del mapudungun Pan de Piedra fue fundada por el cacique Alejandro Piceros Carampangue el 11 de enero de 1575, en los terrenos de doña Inés de Suárez, en el sector de Cuartos Verdes, mientras que el carácter religioso de la zona, se apunta desde 1589.

## Características arquitectónicas
El casco histórico del pueblo de Cobquecura presenta un conjunto arquitectónico urbano de gran valor y de característica singular de conservación sus viviendas poseen características coloniales, como el uso de tejas de arcilla artesanales y las estructuras continuas de un piso; en el caso del trazado urbano, asimila un plano damero, cuyas cuadras son rectangulares y disparejas, cuales tienen por eje central a la calle Independencia.
Los cercos en piedra laja, como una extensión del frontis de las viviendas y casonas, como también, el uso de adobe en las casonas del casco histórico, completan la forma urbana llamada manzana de damero.

## Actualidad
Tras el Terremoto de Chile de 2010, la zona fue afectada por el movimiento, sin embargo, por su ubicación geográfica, el área no se vio afectado por el posterior tsunami, el proceso de reconstrucción fue considerado lento.

## Galería

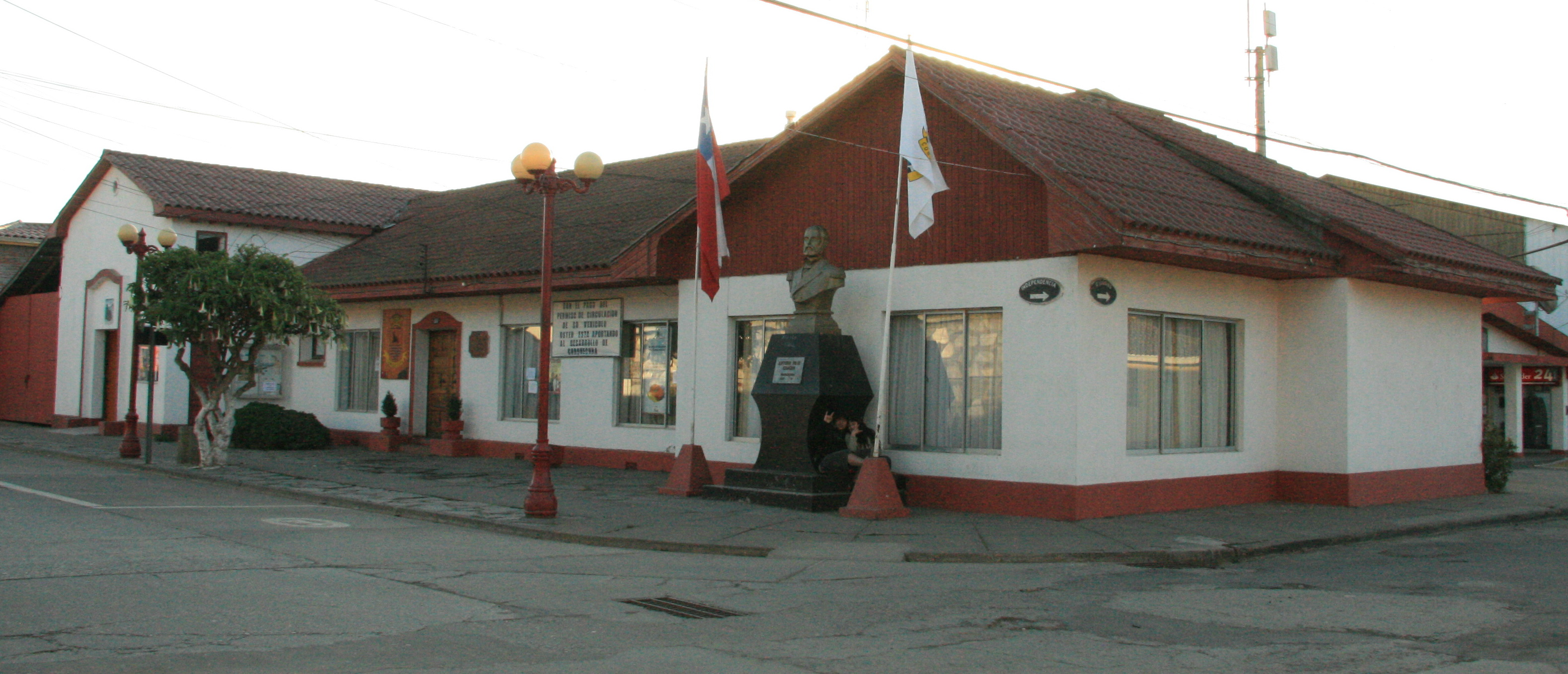
Casa consistorial de Cobquecura
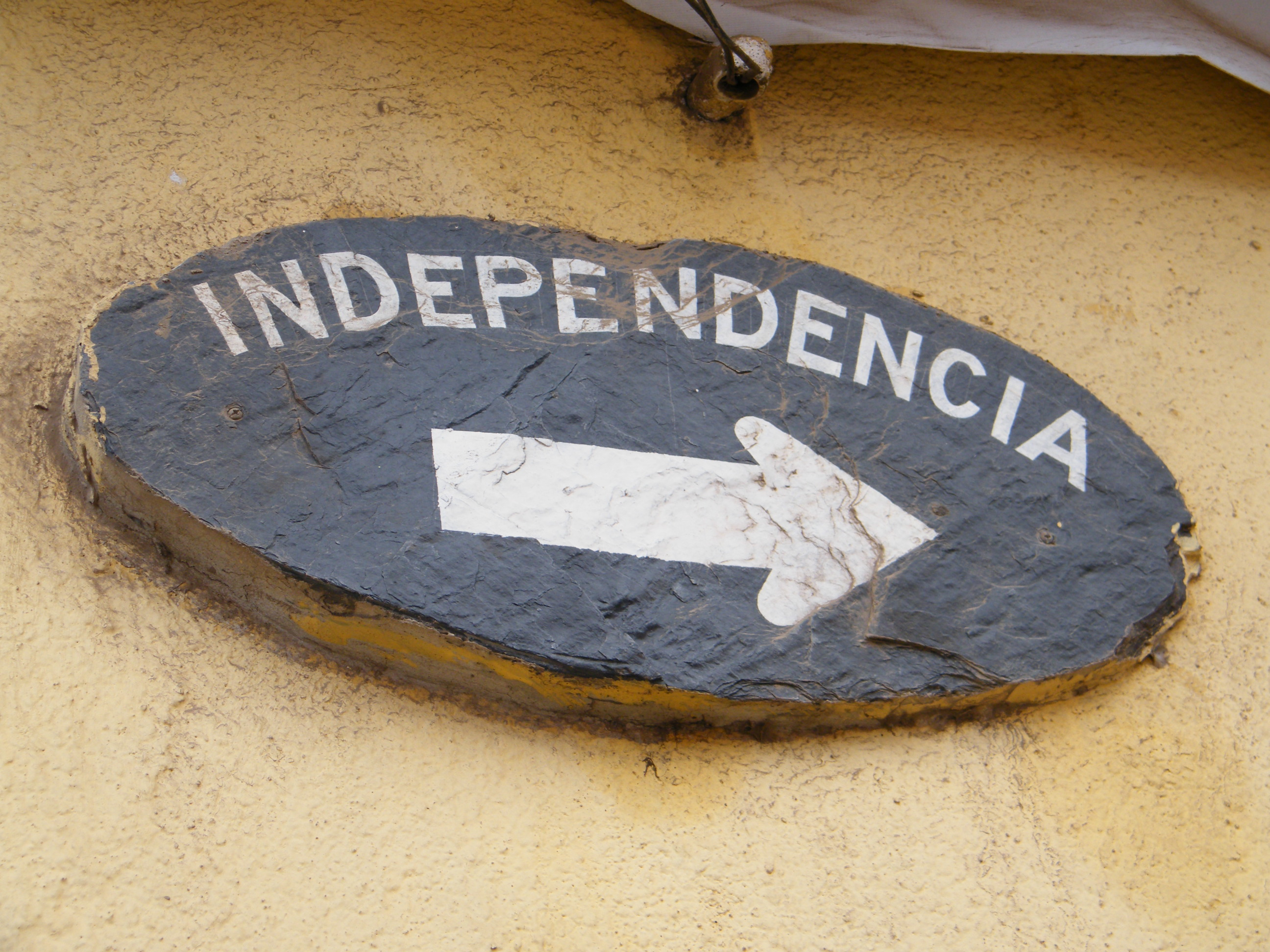
Letrero de Calle Independencia, arteria principal de Cobquecura
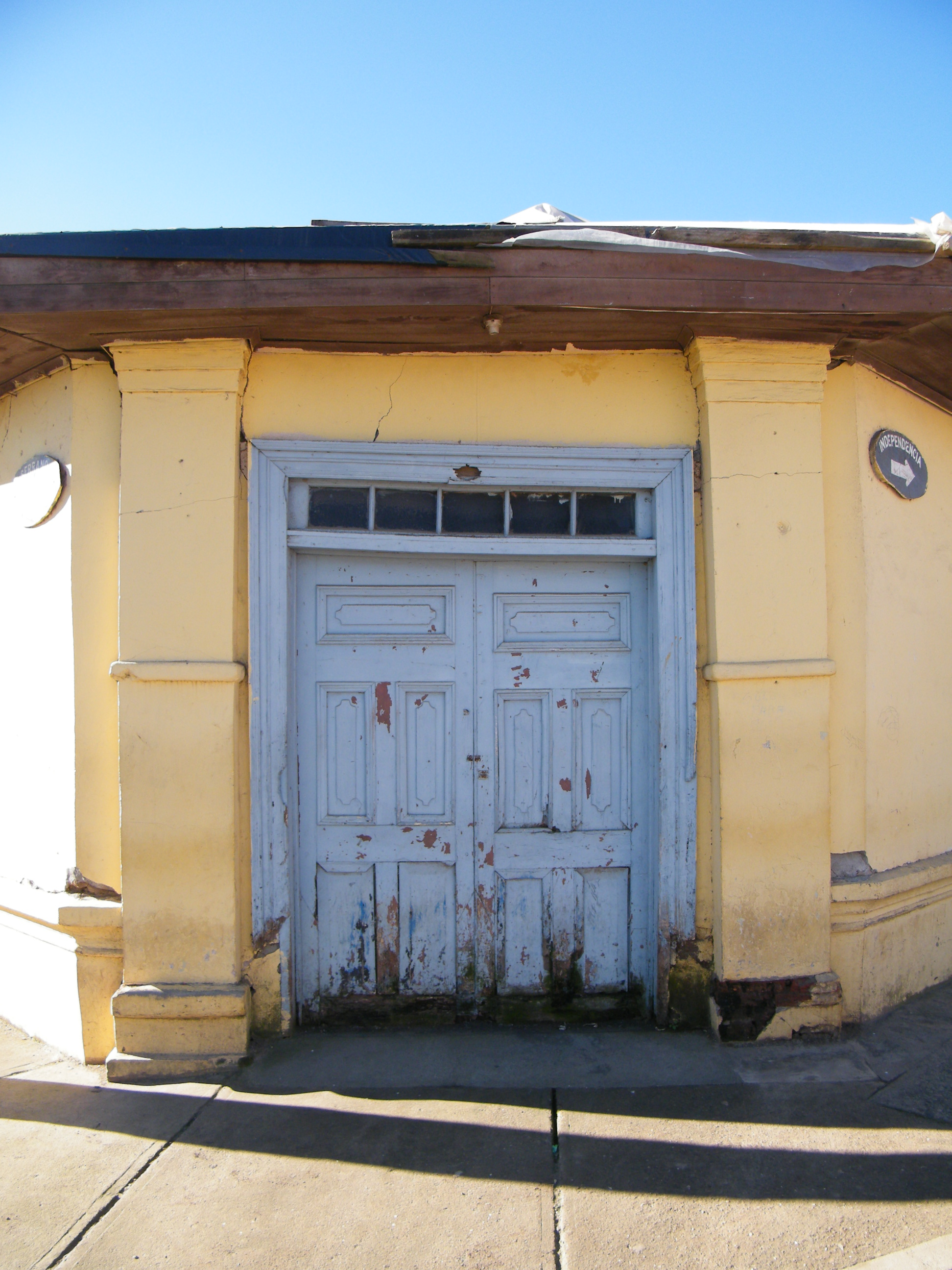
Casona Vera
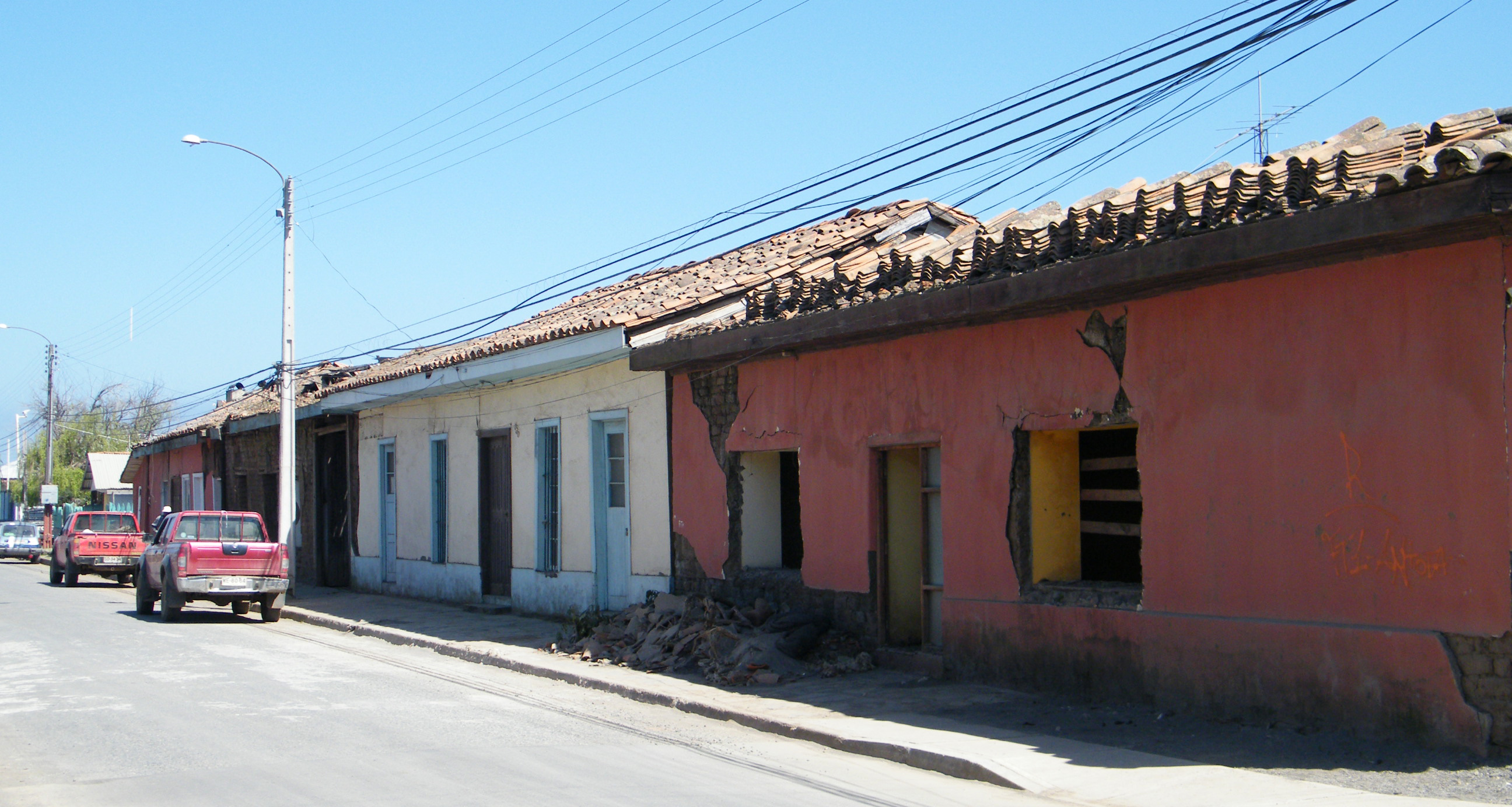
Casona Rodríguez
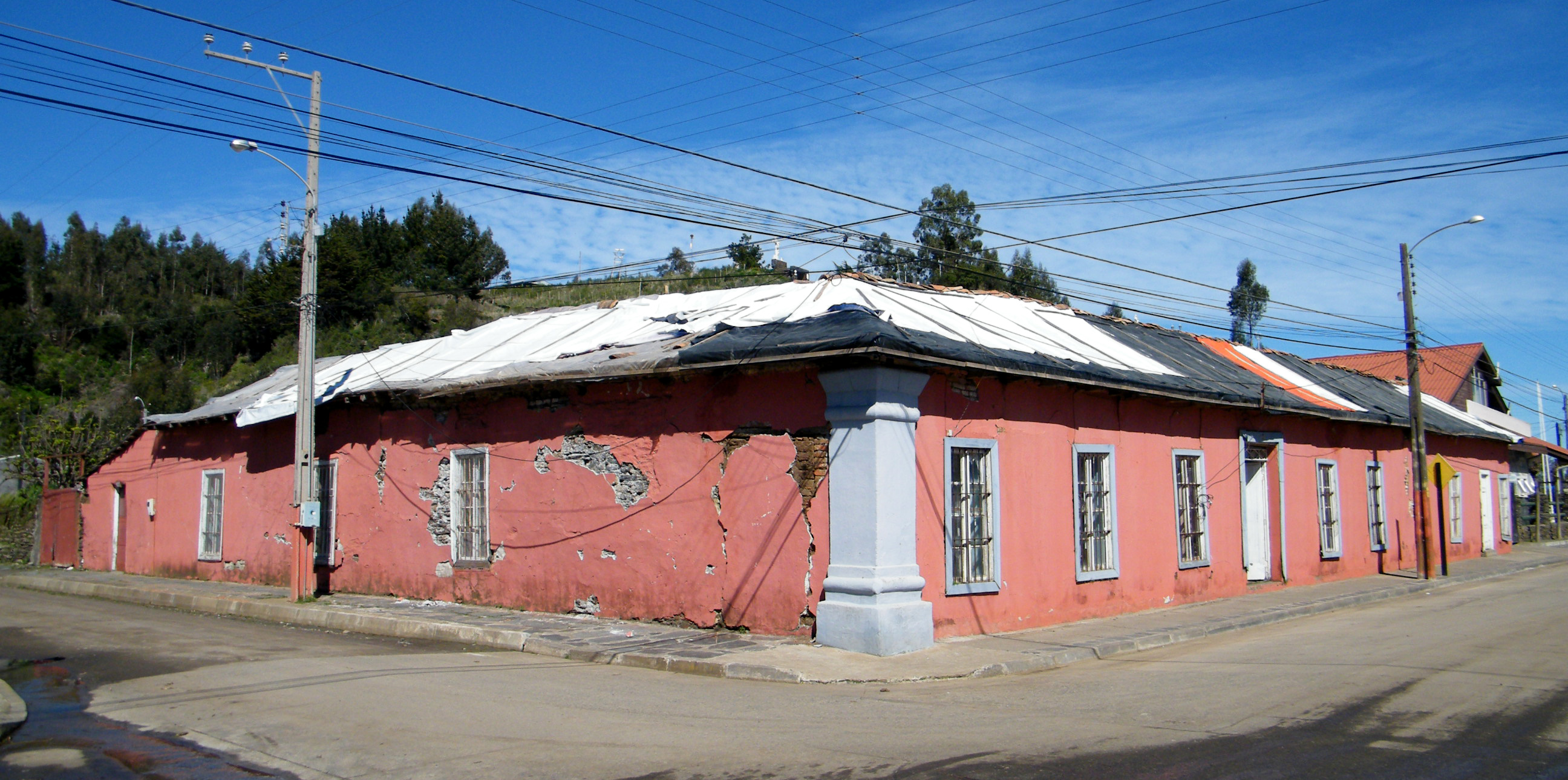
Casona Rojas
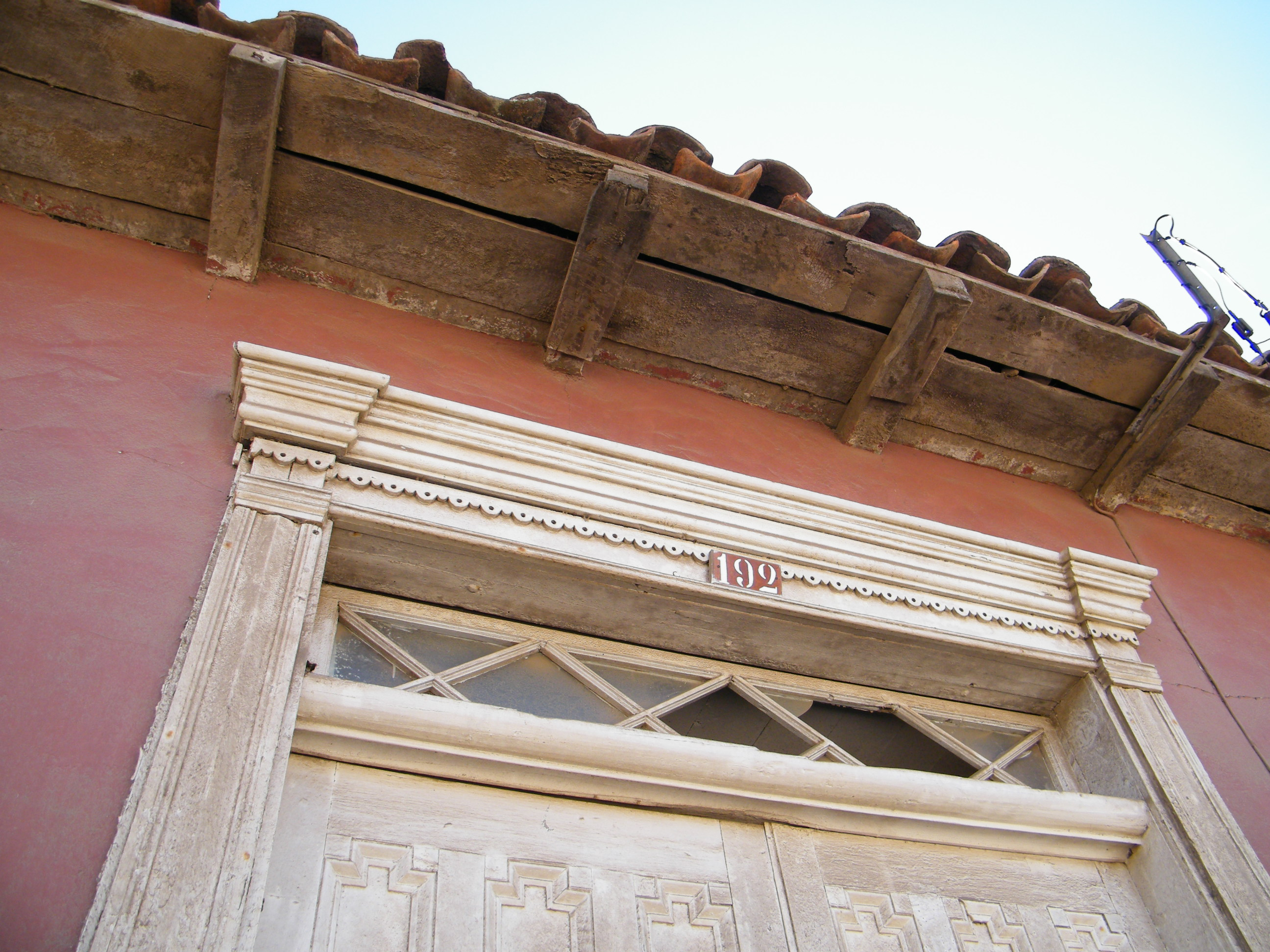
Casona Garcés
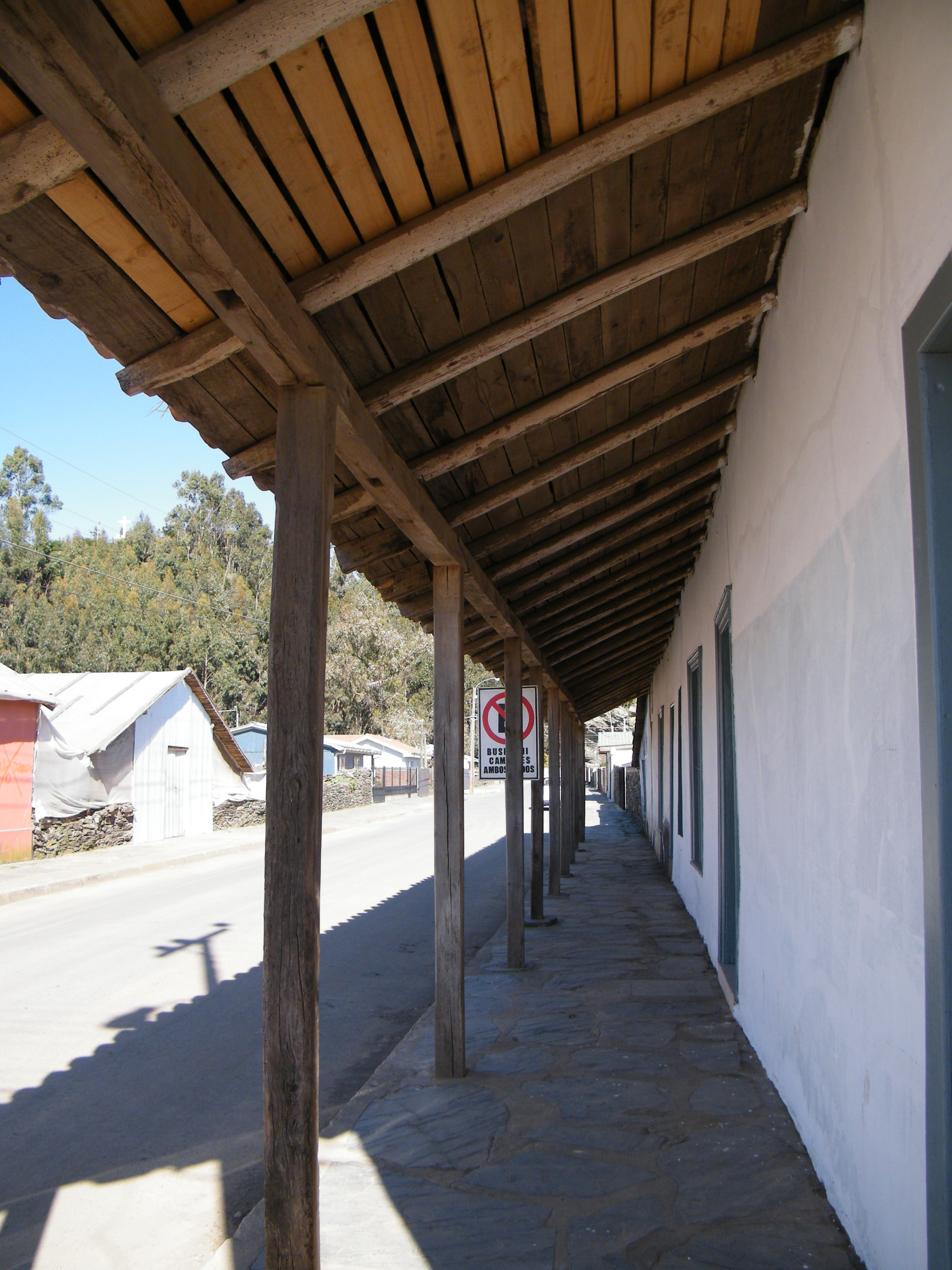
Casona Mena
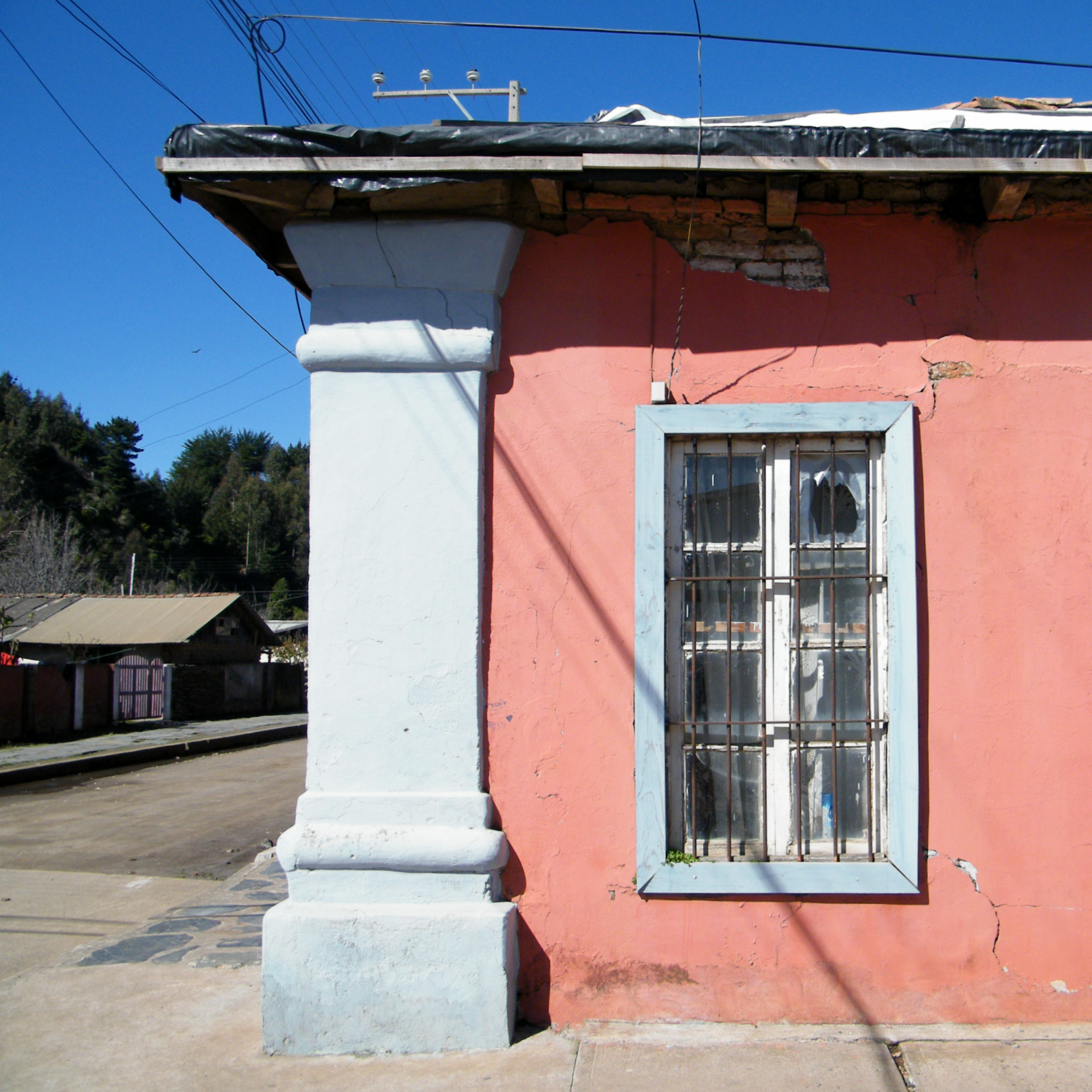
Detalle en Casona Rojas
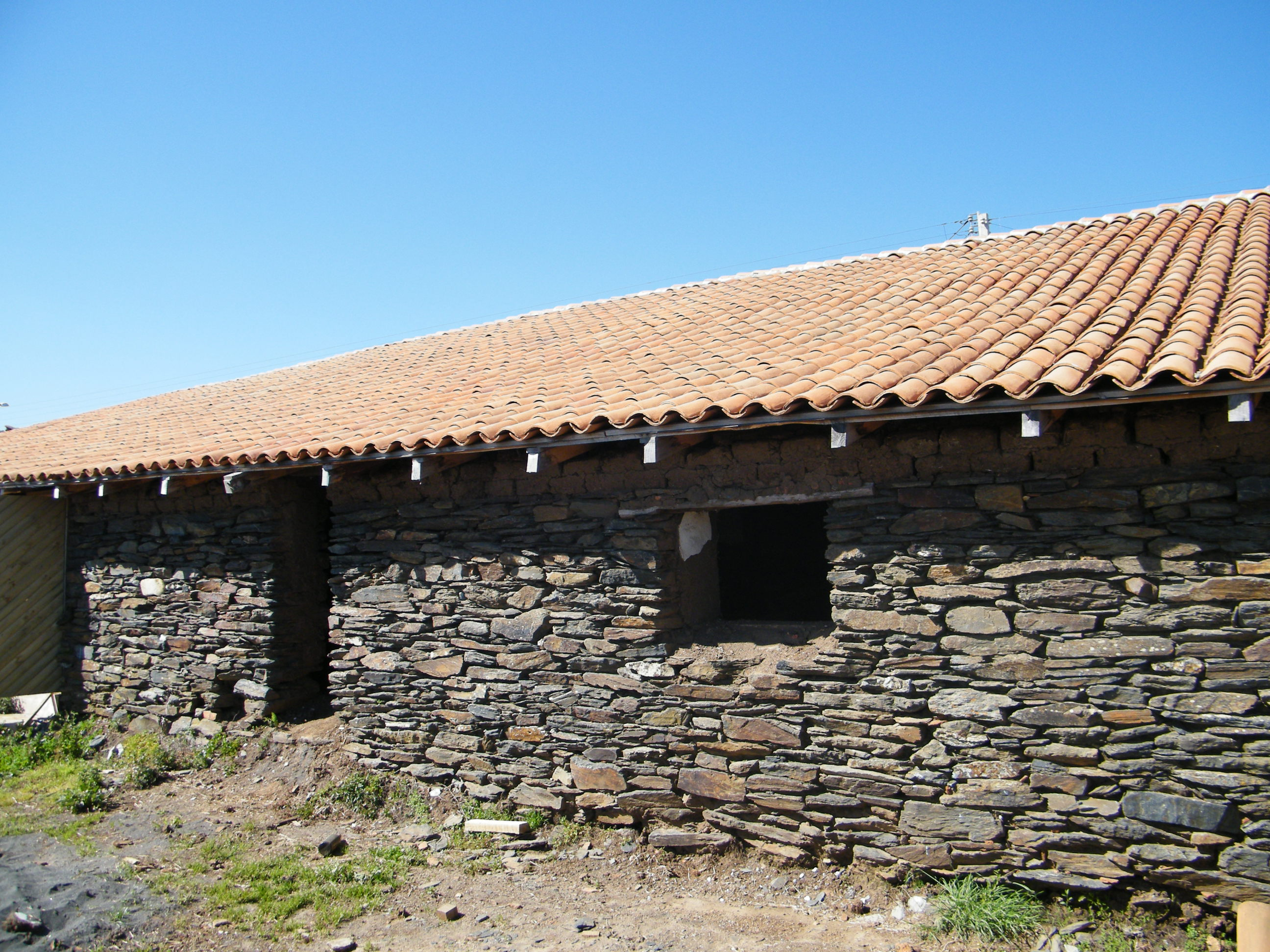
Casona Cisternas
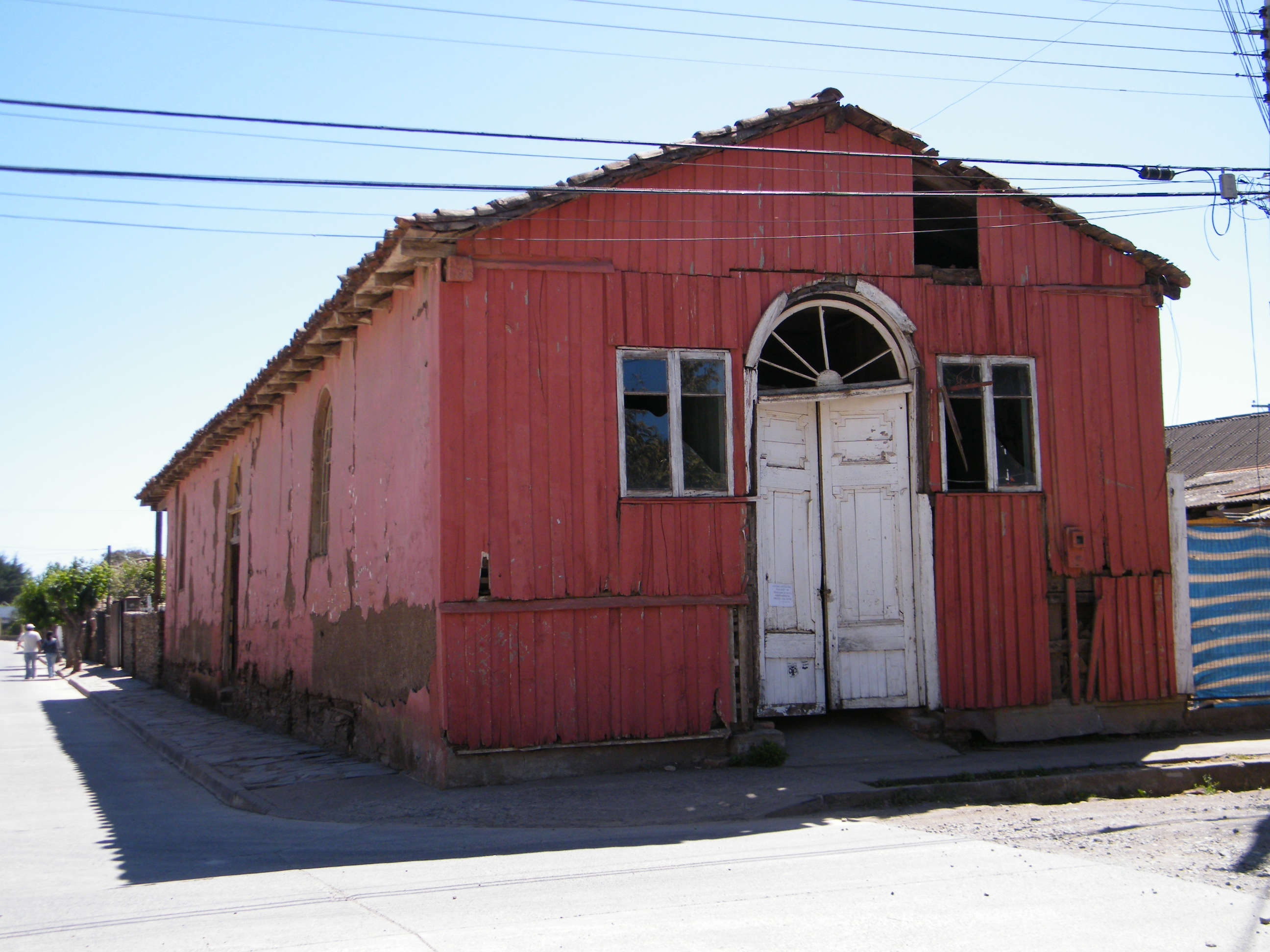
Ex Capilla de Cobquecura
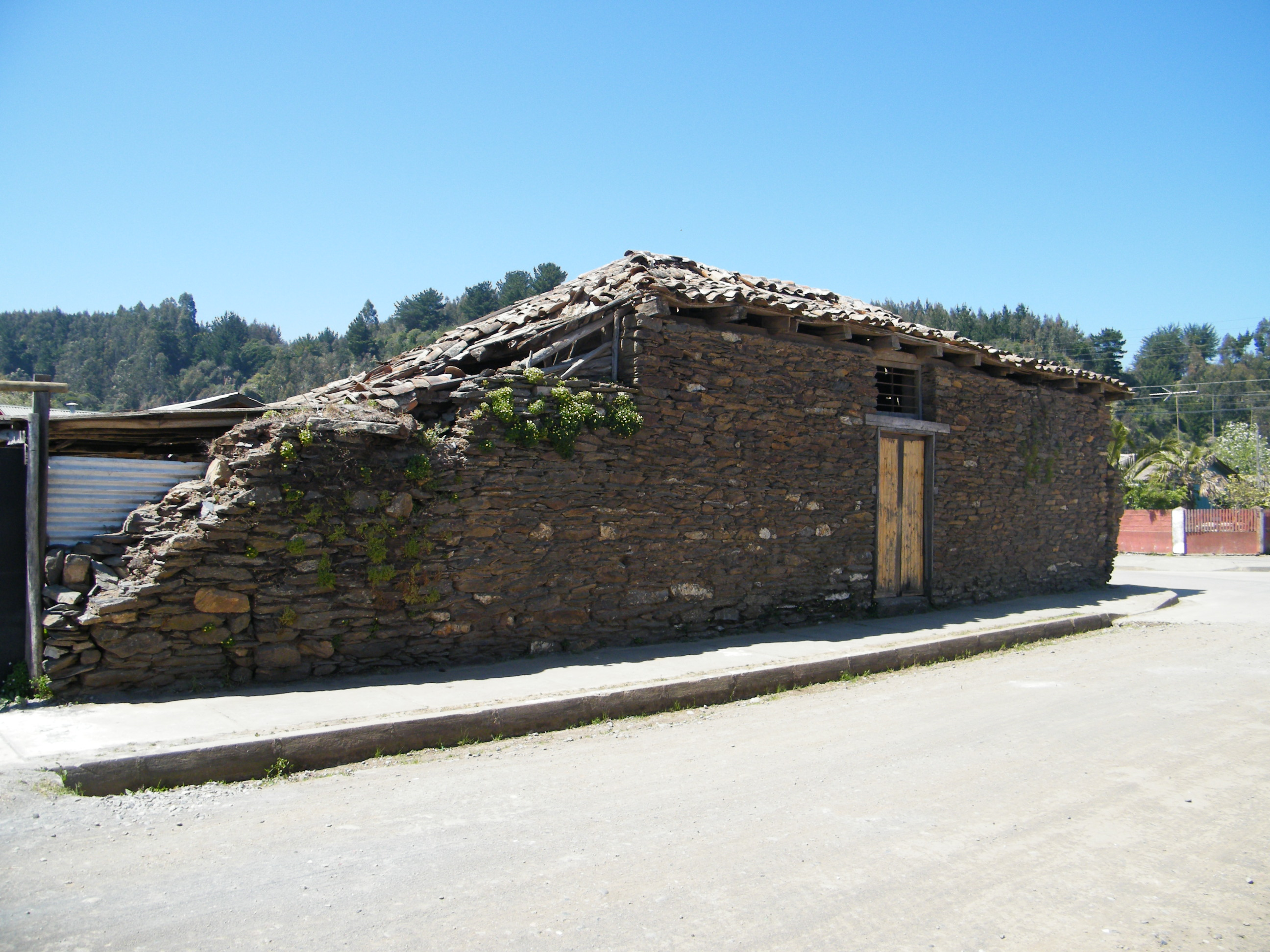
Galpón de piedra
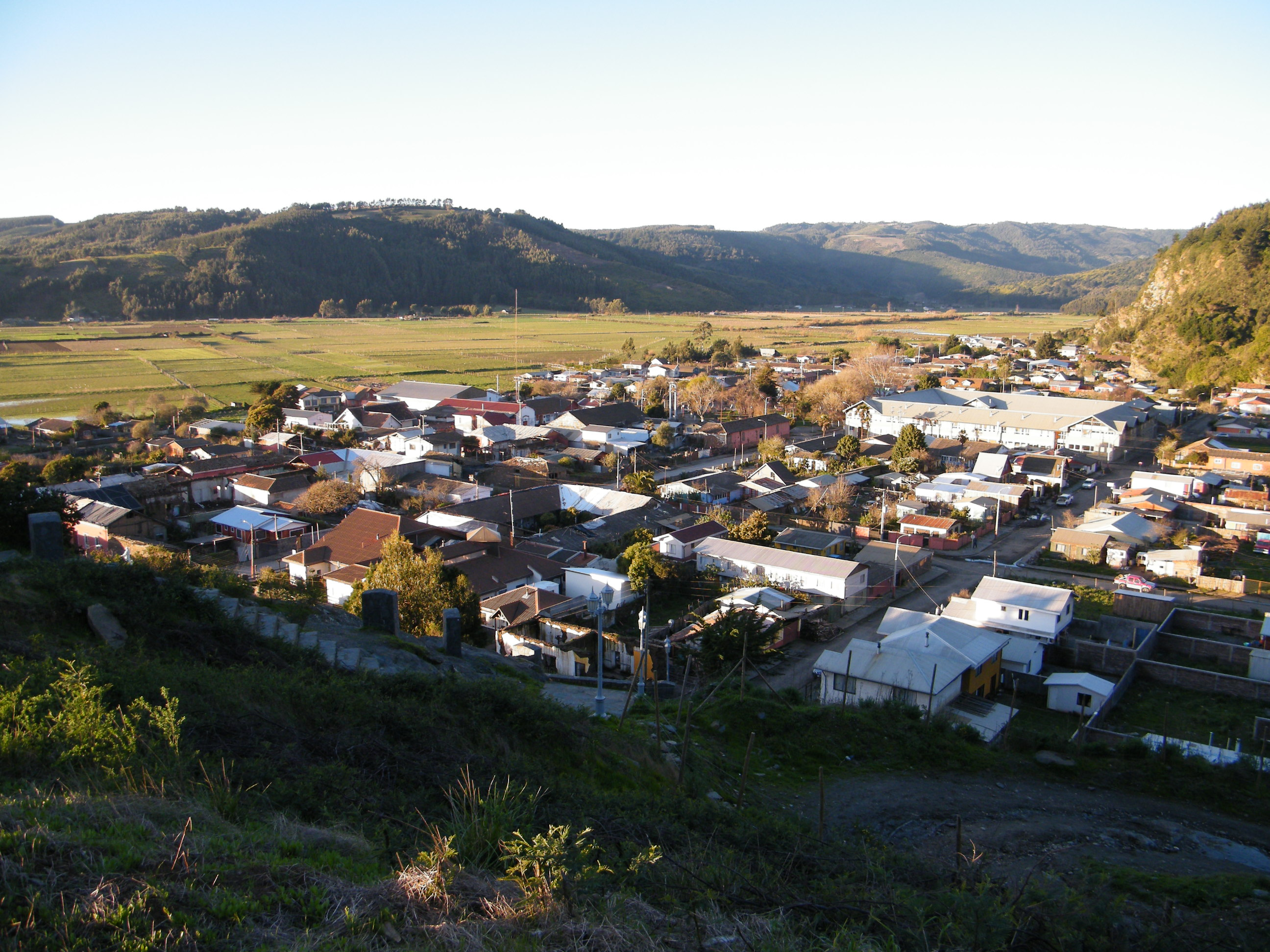
Panorámica de Cobquecura
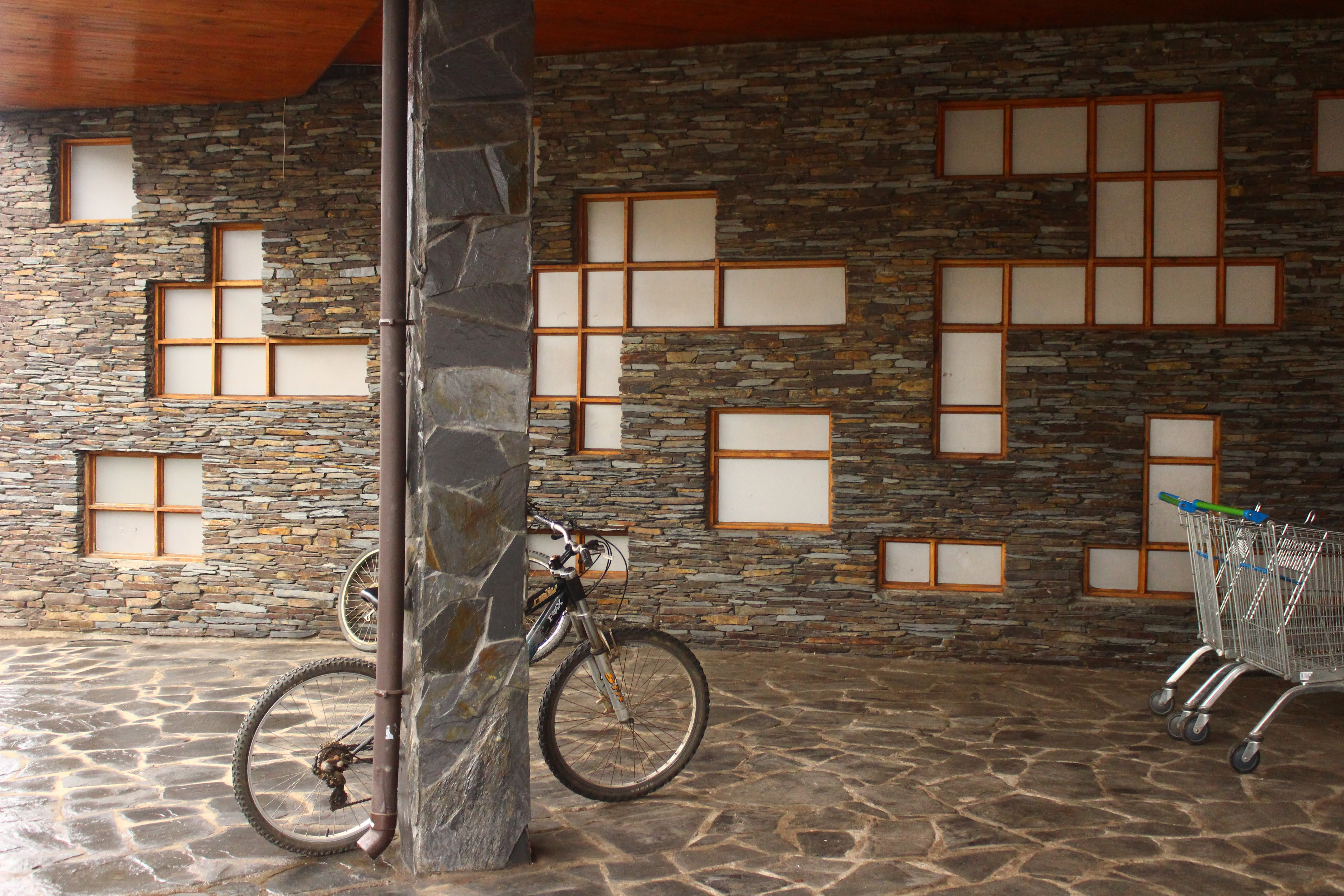
Zona de acceso y recreación al conocido supermercado del centro de Cobquecura.
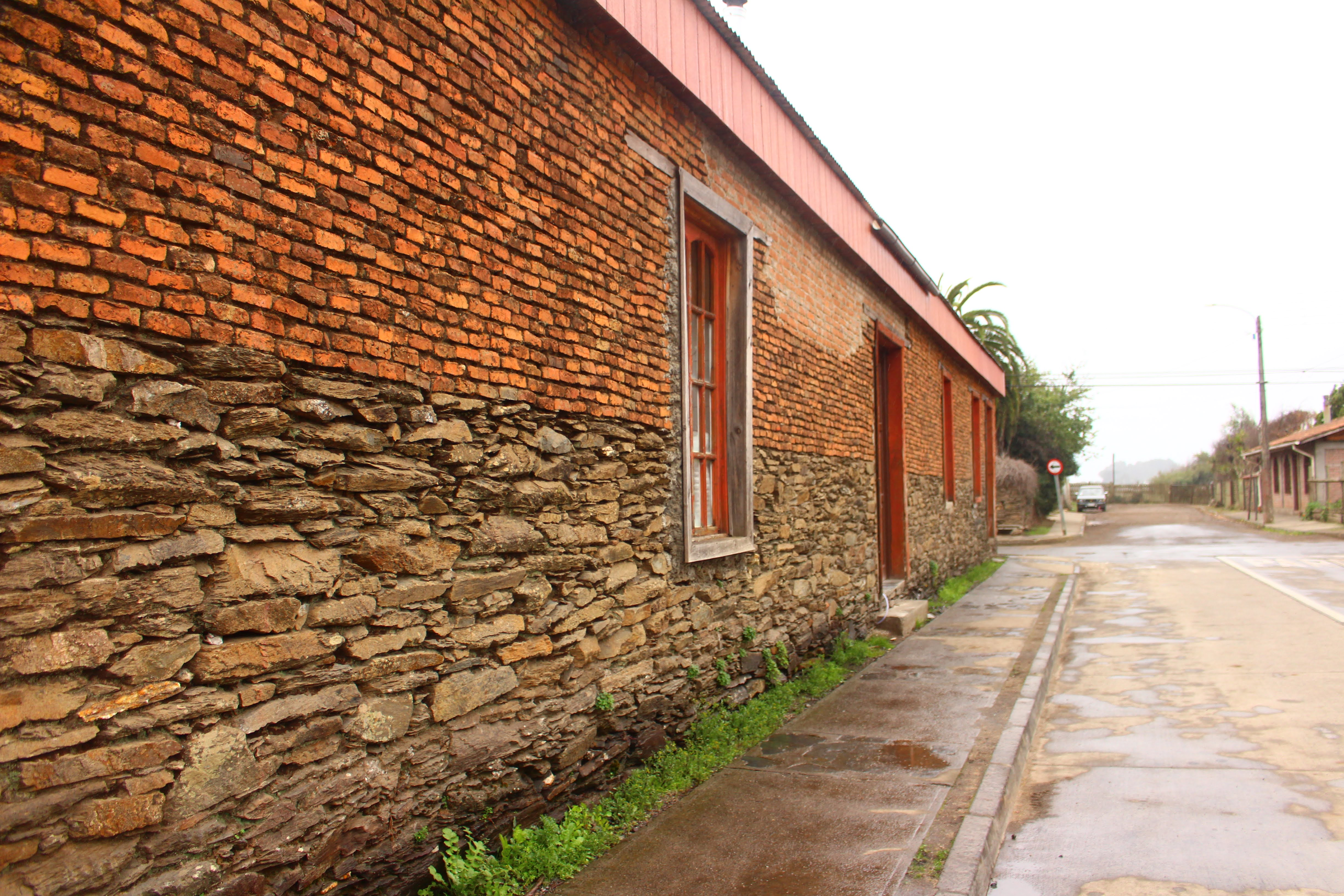
Arquitectura histórica y característica de Cobquecura.
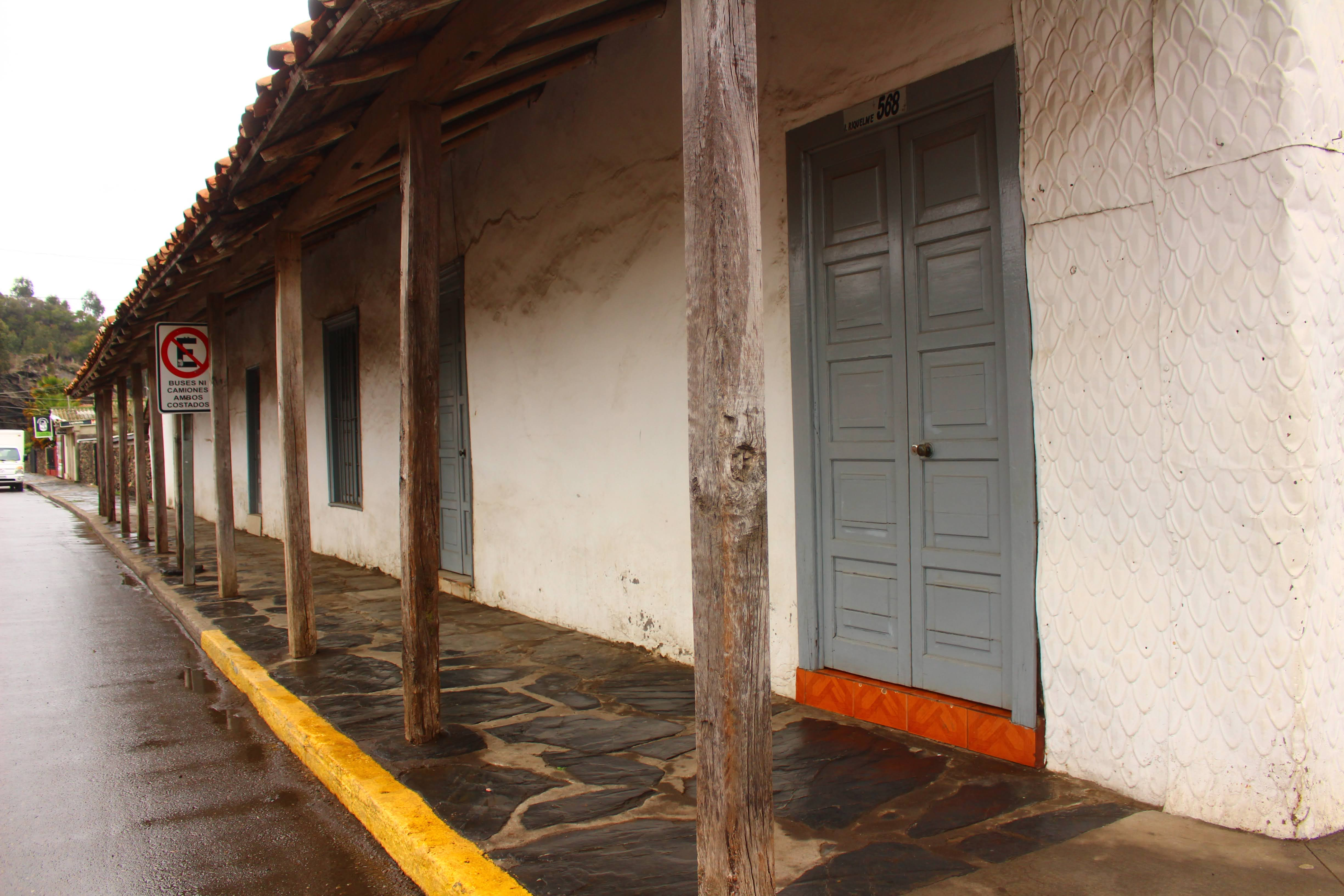
Una de las esquinas más conocidas del pueblo de Cobquecura, donde se presenta esta pérgola que brinda protección a los que transitan por ahí.